# سال چاپلین
سال چاپلین (انگلیسی: Saul Chaplin؛ ۱۹ فوریهٔ ۱۹۱۲ – ۱۵ نوامبر ۱۹۹۷) یک آهنگساز اهل ایالات متحده آمریکا بود. وی برنده ۳  جایزه اسکار بهترین موسیقی فیلم در سال های ۱۹۵۲.۱۹۵۵ و ۱۹۶۲ شده است.

## جوایز
وی برنده جوایزی همچون جایزه اسکار بهترین موسیقی فیلم شده است.

## بخشی از فیلم شناسی
- یک آمریکایی در پاریس (۱۹۵۱)
- هفت عروس برای هفت برادر (۱۹۵۴)
- اشک‌ها و لبخندها (۱۹۶۵)
- داستان وست ساید